# Base de Radares
Bases de radares para aparelhos GPS são arquivos texto contendo a localização de radares (também chamados de "pardais", "caetanos" ou "corujinhas", dependendo da região), bem como semáforos de avanço de sinal vermelho e parada sobre faixas de pedestre. Estes são computados em sua latitude, longitude e informações adicionais, se houver.
As bases de radares para GPS se popularizaram nos últimos anos como a única forma de evitar as multas por radares eletrônicos sem infringir a lei vigente. Em tempo, uma base de radares é diferente de um detector de radar, visto que, enquanto a primeira consiste em um arquivo que reúne informações de radares, e portanto precisa de atualizações constantes, o segundo é um dispositivo que detecta e muitas vezes obstrui o sinal de radares através de ondas de rádio.
Compatíveis com navegadores GPS dedicados (PNA) ou em PDAs e smartphones, as bases de radares estão cada vez mais populares. Atualmente já existem versões pagas, gratuitas, e até as colaborativas, em que os próprios internautas se encarregam do fornecimento e atualização das informações dos radares.